# Tring
Tring es una parroquia civil y un pueblo del distrito de Dacorum, en el condado de Hertfordshire (Inglaterra).

## Geografía
Según la Oficina Nacional de Estadística británica, Tring tiene una superficie de 17,93 km².

## Demografía
Según el censo de 2001, Tring tenía 12027 habitantes (48,32% varones, 51,68% mujeres) y una densidad de población de 670,78 hab/km². El 22,12% eran menores de 16 años, el 70,7% tenían entre 16 y 74, y el 7,18% eran mayores de 74. La media de edad era de 38,13 años. Del total de habitantes con 16 o más años, el 25,69% estaban solteros, el 59,72% casados, y el 14,59% divorciados o viudos.
El 94,12% de los habitantes eran originarios del Reino Unido. El resto de países europeos englobaban al 2,08% de la población, mientras que el 3,8% había nacido en cualquier otro lugar. Según su grupo étnico, el 97,84% eran blancos, el 0,74% mestizos, el 0,57% asiáticos, el 0,2% negros, el 0,44% chinos, y el 0,19% de cualquier otro. El cristianismo era profesado por el 74,37%, el budismo por el 0,22%, el hinduismo por el 0,43%, el judaísmo por el 0,17%, el islam por el 0,14%, y cualquier otra religión, salvo el sijismo, por el 0,21%. El 17,48% no eran religiosos y el 6,98% no marcaron ninguna opción en el censo.
Había 4846 hogares con residentes, 66 vacíos, y 5 eran alojamientos vacacionales o segundas residencias.